# St. Michael (Inzell)

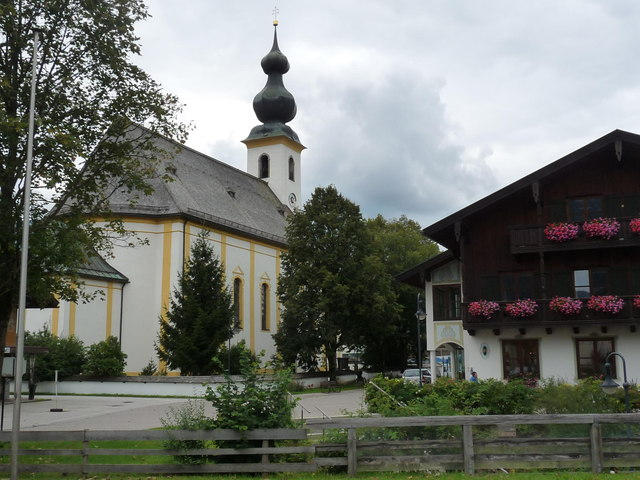
St. Michael in Inzell

Die römisch-katholische Pfarrkirche St. Michael ist eine barocke Saalkirche in Inzell im oberbayerischen Landkreis Traunstein. Sie gehört zur Pfarrgemeinde St. Michael Inzell im Erzbistum München und Freising.

## Geschichte und Architektur

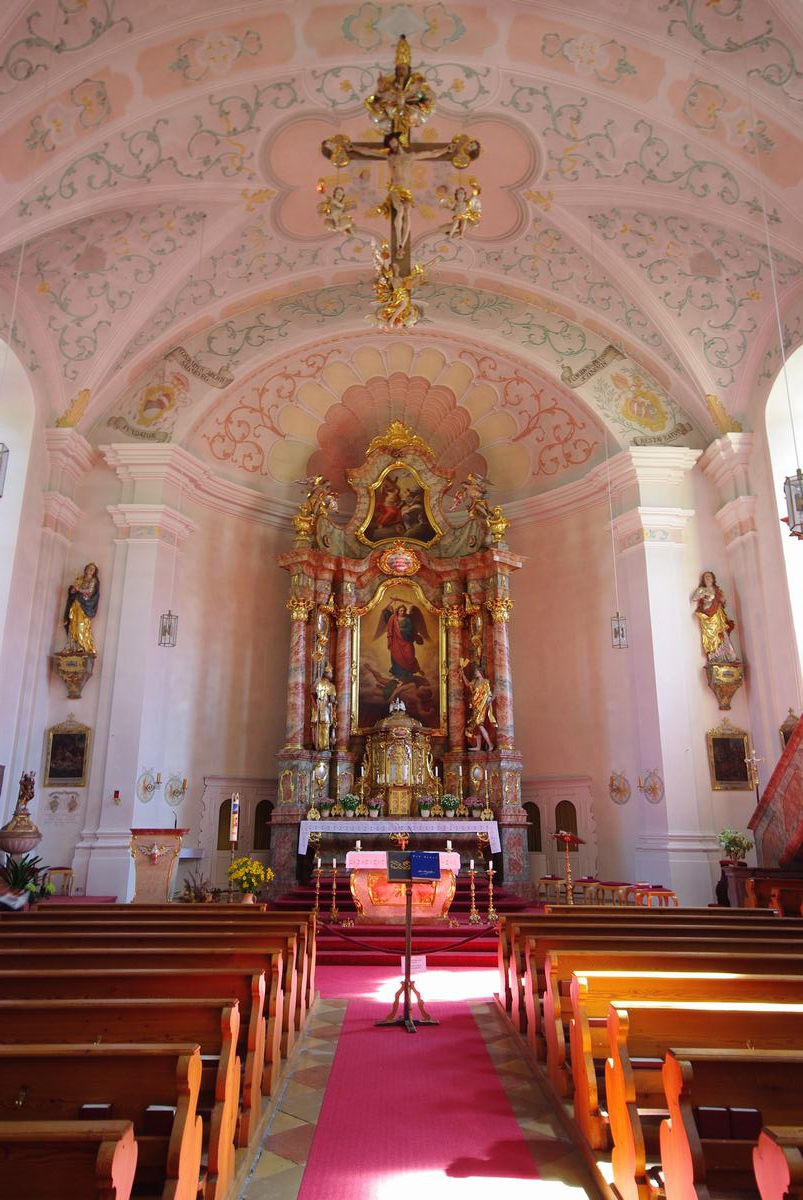
Innenansicht zum Altar

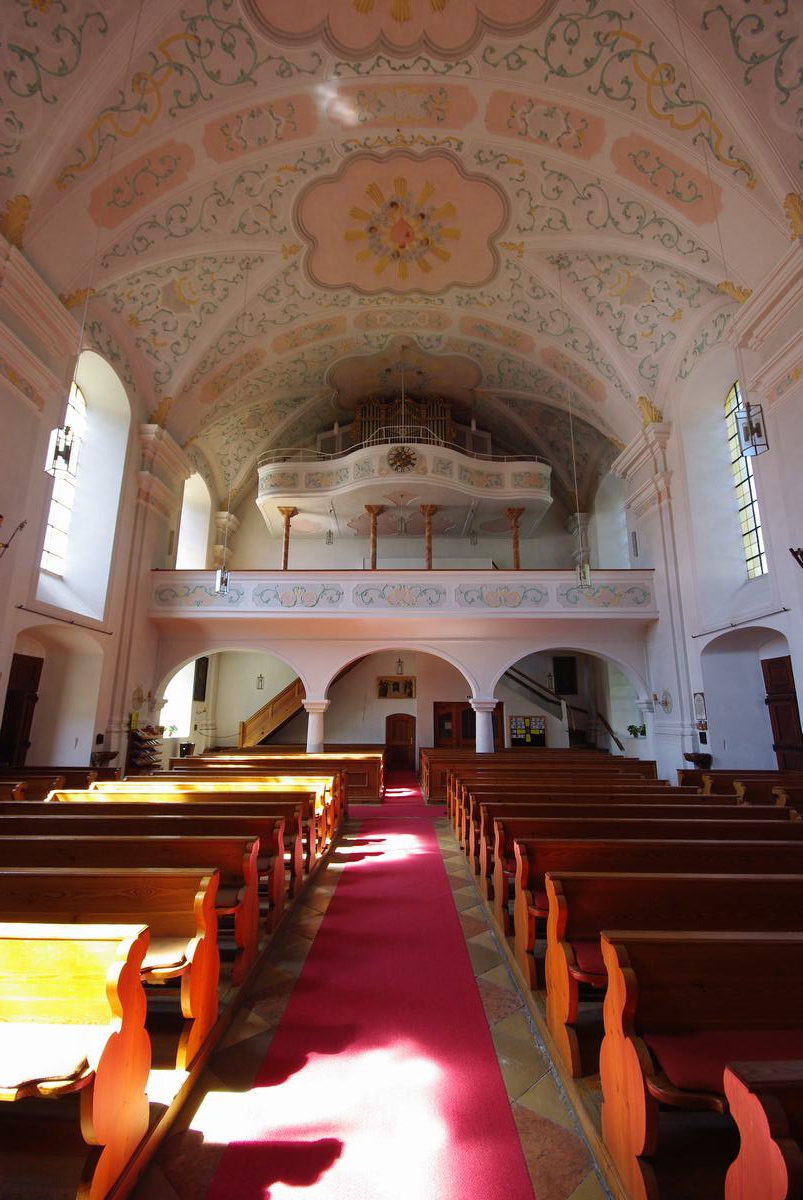
Innenansicht nach Westen

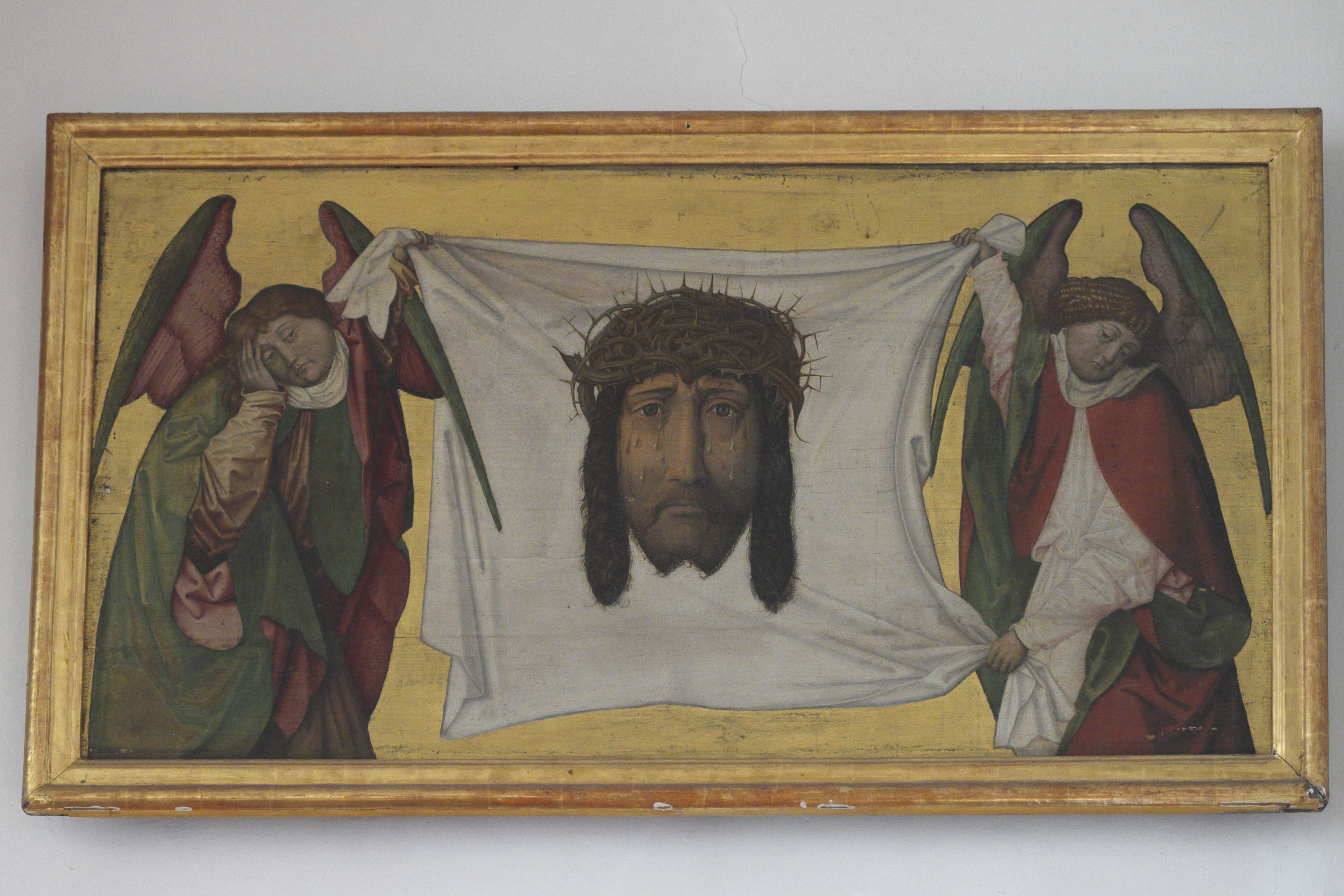
Tafelbild mit Schweißtuch der heiligen Veronika

Das Dorf Inzell wurde erstmals 959, eine Kirchweihe 1190 urkundlich erwähnt. Die Kirche St. Michael Inzell wurde nach einem Brand in den Jahren 1725–1727 unter Einbeziehung des erhaltenen spätgotischen Kirchturms als barocker Saalbau durch den Salzburger Hofbaumeister Tobias Kendler neu errichtet. Eine Renovierung erfolgte außen 1952 und innen 1985 nach der Erstfassung.
Die Kirche ist ein weiträumiger Saalbau mit fünf Achsen und einer großen halbrunden Apsis, dem Westturm mit einer Doppelzwiebelhaube und einer zweistöckigen Sakristei im Chorscheitel. Die Gliederung des Raumes bestimmen Pilaster, auf die sich eine Stichkappentonne mit leichter Laub- und Bandelwerkstuckierung stützt. Diese wurde im Jahr 1727 wahrscheinlich durch Johann Michael Vierthaler aus Mauerkirchen im Innviertel geschaffen. Eine doppelte Empore ist im Westen eingebaut.

## Ausstattung
Die weitgehend einheitliche Ausstattung wurde um 1770 geschaffen, Der Hochaltar zeigt ein Gemälde der Verkündigung, das von Schnitzfiguren der Heiligen Martin und Sebastian flankiert wird. Im Altarauszug ist ein Bild der Dreifaltigkeit zu sehen. Der Tabernakel ist ein Werk von 1840.
Die Altarblätter der Seitenaltäre stellen die Erscheinung der Gottesmutter vor den Heiligen Augustinus und Cajetan auf der Nordseite und den heiligen Georg auf der Südseite dar. Jeweils zwei Holzstandbilder flankieren die Seitenaltäre: auf der Nordseite Johannes der Evangelist und Johannes der Täufer, auf der Südseite die Heiligen Leonhard und Antonius von Padua.
Vor dem Triumphbogen ist ein lebendig komponierter Gnadenstuhl mit Engeln zu sehen, seitlich davon die dazugehörigen Figuren der Schmerzensmutter und des Johannes aus der Zeit um 1730, die möglicherweise vom Bildhauer Johannes Schwaiger aus Reichenhall stammen.
Das Tafelbild an der Westwand ist vermutlich die Predella eines Altars aus dem Vorgängerbau, wurde um 1490 vermutlich in Salzburg geschaffen und zeigt das Schweißtuch der heiligen Veronika.
Die Orgel ist ein Werk der Firma Metzler Orgelbau aus dem Jahr 1997 mit 25 Registern auf zwei Manualen und Pedal.
Mehrere Grabsteine aus dem 16. bis 18. Jahrhundert sind schließlich zu erwähnen.